# Leupp, Arizona
Leupp, Arizona (енгл. Leupp) насељено је место без административног статуса у америчкој савезној држави Аризона.

## Демографија
По попису из 2010. године број становника је 951, што је 19 (-2,0%) становника мање него 2000. године.
| Група             | 2000.     | 2010.     |
| Белци             | 6 (0,6%)  | 8 (0,8%)  |
| Афроамериканци    | 0 (0,0%)  | 1 (0,1%)  |
| Азијати           | 0 (0,0%)  | 0 (0,0%)  |
| Хиспаноамериканци | 10 (1,0%) | 20 (2,1%) |
| Укупно            | 970       | 951       |